# 최원규
최원규 뉴욕주립대학교 스토니브룩 대학의 교수이다. 그는 1953년생으로 미시간주 앤아버에서 출생하여 하버드대학교 생화학과를 졸업, 동 대학교 약리학 및 의학박사와 하버드-MIT 보건과학 박사학위를 취득하고, 스탠포드대학교에서 첫 교수로 임용되었다. 신경과학 분야(뇌질환 바이오마커 발굴)와 임상중개 연구의 세계적 권위자인 최원규 교수는 한국과학기술연구원 뇌과학연구소장으로도 활동하고 있다.

## 교육
- 1974 : 하버드대학교 생화학과 졸업
- 1978 : 하버드대학교 약리학 및 의학박사, 하버드-MIT 보건과학 박사

## 업적
- 1989-1991 : 스탠포드대학교 교수
- 1991-2001 : 워싱턴대학교 석좌교수
- 2001-2006 : 머크(Merck)제약 연구소 신경과학 부소장
- 2007-2012 : 에머리대학교 교수
- 2012 : 뉴욕주립대학교 스토니브룩 대학 교수
- 2013 : 한국과학기술연구원 뇌과학연구소장

## 수상
- 1994 : Silvio O. Conte Decade of the Brain Award상 수상
- 1997 : 호암상 의학상
- 1998 : 크리스토퍼 리브 연구 메달

## 주요 활동
- 1974 : 벤조다이에제핀의 GABA 활동 증진을 위한 약리작용 최초 규명
- 사이언스, 네이처, 기타 학술지에 논문 170여편 발표